# Línea 5 del Metro de la Ciudad de México
La Línea 5 del Metro de la Ciudad de México es una de las doce líneas del Metro de la capital de México. Fue inaugurada el 19 de diciembre de 1981 y es la quinta línea en incorporarse al sistema. Está integrada por 13 estaciones y tiene 15.6 kilómetros de longitud que abarcan las alcaldías Gustavo A. Madero y Venustiano Carranza. Tiene correspondencia con siete líneas del Metro y su color distintivo es el amarillo. En 2022 la línea fue usada por 59.5 millones de pasajeros.

## Historia

### Construcción
Inicialmente se planeaba comenzar la construcción de la línea 5 en 1973, pero el proyecto se postergó por la falta de recursos para financiarla. El 29 de junio de 1978 inició la construcción de la línea, en el cruce de las avenidas Hangares y Economía, al noreste de la Colonia Federal.
La estación Pantitlán, así como el tramo Oceanía-Consulado fue edificado en construcción superficial. Las estaciones Hangares y Terminal Aérea fueron construidas en nivel subterráneo. La construcción de los tramos subterráneos fue hecha mediante excavaciones a cielo abierto. Debido a la naturaleza del suelo, abundante en mantos freáticos por ser el lecho del antiguo Lago de Texcoco, se requirió aislar el agua de la zona de trabajo mediante el bombeo electrosmótico de líquidos y la construcción de muros paralelos a la zona de construcción antes de iniciar los trabajos de excavación. El peso de la estructura terminada debía ser equivalente al peso de la tierra retirada en la excavación para evitar que los túneles y las estaciones se hundieran en el suelo blando que quedaba por debajo.
El 19 de diciembre de 1981 fue inaugurada la línea 5, consistente de siete estaciones y 9.1 kilómetros en el tramo Pantitlán-Consulado. El proyecto inicial contemplaba una estación adicional entre las estaciones Eduardo Molina y Consulado, denominada «Simón Bolívar», la cual no fue edificada por falta de presupuesto.

### Ampliación y eventos posteriores
El 1 de julio de 1982 se inauguró la primera ampliación de la línea, con la incorporación de 3 kilómetros de longitud y de tres estaciones: Valle Gómez, Misterios y La Raza. Dos meses después, el 30 de agosto, se añadieron otras tres estaciones más: Autobuses del Norte, Instituto del Petróleo y Politécnico. Con esta expansión la línea completó 13 estaciones y 15.6 kilómetros de longitud, de los cuales 14.4 kilómetros son de servicio y 1.2 kilómetros de vías para maniobras.
El 4 de mayo de 2015 ocurrió una colisión de trenes en la estación Oceanía, la cual dejó doce personas lesionadas. El incidente se debió a que un regulador de tránsito permitió que un tren avanzara hacia la estación Oceanía antes de que el andén quedara libre. Y a que el conductor del convoy en movimiento no usó el pilotaje manual de la unidad ante la presencia de lluvia en la zona. Es el único accidente ocurrido en la línea en su historia.
El 9 de enero de 2021 la línea fue afectada por el incendio del Puesto Central de Control I, que dejó a la línea inoperativa hasta el 12 de enero. El 21 de octubre de 2023 la línea 5 dejó de permitir la entrada con boletos magnéticos, aceptando únicamente el uso de la Tarjeta de Movilidad Integrada.

## Estaciones
| Estación               | Iconografía                                                                      | Inauguración            | Alcaldía            | Tipo de estación            | Construcción | Conexiones |
| ---------------------- | -------------------------------------------------------------------------------- | ----------------------- | ------------------- | --------------------------- | ------------ | --- |
| Pantitlán              | Dos banderas                                                                     | 19 de diciembre de 1981 | Venustiano Carranza | Terminal de correspondencia | Superficie   | Correspondencia - Línea 1 - Línea 9 - Línea A Otros servicios - CETRAM Pantitlán - Pantitlán - Pantitlán - Ruta 168 - Pantitlán - Rutas: 11-B, 11-C, 19-F, 19-G |
| Hangares               | Avión en un hangar                                                               | 19 de diciembre de 1981 | Venustiano Carranza | Paso                        | Subterráneo  | Otros servicios - Ruta 11-C |
| Terminal Aérea         | Avión y torre de control                                                         | 19 de diciembre de 1981 | Venustiano Carranza | Paso                        | Subterráneo  | Otros servicios - Terminal 1 (a distancia) - Terminal Aérea - Aeropuerto Internacional de la Ciudad de México - Rutas: 43, 200 - Ruta 20-B                      |
| Oceanía                | Canguro                                                                          | 19 de diciembre de 1981 | Venustiano Carranza | Correspondencia             | Superficie   | Correspondencia - Línea B Otros servicios - Oceanía - Rutas: 43, 200 - Rutas: 10-D, 20-B                                                                        |
| Aragón                 | Ardilla                                                                          | 19 de diciembre de 1981 | Gustavo A. Madero   | Paso                        | Superficie   | Otros servicios - Ruta 200 - Ruta 20-B |
| Eduardo Molina         | Dos manos y corriente de agua                                                    | 19 de diciembre de 1981 | Gustavo A. Madero   | Paso                        | Superficie   | Otros servicios - Ruta 200 - Ruta 20-B |
| Consulado              | Corte transversal de un drenaje                                                  | 19 de diciembre de 1981 | Gustavo A. Madero   | Correspondencia             | Superficie   | Correspondencia - Línea 4 Otros servicios - Rutas: 37 - Ruta 5-A                                                                                                |
| Valle Gómez            | Maguey                                                                           | 1 de julio de 1982      | Gustavo A. Madero   | Paso                        | Subterráneo  | Otros servicios - Ruta 200 - Rutas: 20-A |
| Misterios              | Silueta de uno de los monumentos que representan los misterios del Santo Rosario | 1 de julio de 1982      | Gustavo A. Madero   | Paso                        | Subterráneo  | Otros servicios - Misterios - Ruta 200 - Ruta 20-A |
| La Raza                | Monumento a La Raza                                                              | 1 de julio de 1982      | Gustavo A. Madero   | Correspondencia             | Superficie   | Correspondencia - Línea 3 Otros servicios - CETRAM La Raza - La Raza - La Raza - La Raza - La Raza - Rutas: 23, 27-A, 103 - Rutas: 20-C, 20-D                   |
| Autobuses del Norte    | Autobús                                                                          | 30 de agosto de 1982    | Gustavo A. Madero   | Paso                        | Superficie   | Otros servicios - Central del Norte - Terminal Central de Autobuses del Norte - Rutas: 23, 103 - Ruta 15-A                                                      |
| Instituto del Petróleo | Torre de perforación                                                             | 30 de agosto de 1982    | Gustavo A. Madero   | Correspondencia             | Superficie   | Correspondencia - Línea 6 Otros servicios - Instituto del Petróleo - Rutas: 23, 27-A, 103                                                                       |
| Politécnico            | Escudo del Instituto Politécnico Nacional                                        | 30 de agosto de 1982    | Gustavo A. Madero   | Terminal                    | Superficie   | Otros servicios - CETRAM Politécnico - Politécnico - Rutas: 23, 103                                                                                             |

## Información técnica

### Afluencia por estación
La siguiente tabla muestra cada una de las estaciones de la Línea 5, el total y el promedio de pasajeros diarios durante 2022.
| Estación               | Tipo de estación              | Ranking Local | Ranking General | Total de Pasajeros | A diario |
| ---------------------- | ----------------------------- | ------------- | --------------- | ------------------ | -------- |
| Pantitlán              | Terminal / De correspondencia | 1°/13         | 5°/175          | 21,799,271         | 59,724   |
| Politécnico            | Terminal                      | 2°/13         | 35°/175         | 7,923,455          | 21,708   |
| Autobuses del Norte    | De paso                       | 3°/13         | 55°/175         | 6,231,958          | 17,073   |
| Terminal Aérea         | De paso                       | 4°/13         | 69°/175         | 5,727,082          | 15,690   |
| La Raza                | De correspondencia            | 5°/13         | 133°/175        | 2,972,607          | 8,144    |
| Oceanía                | De correspondencia            | 6°/13         | 137°/175        | 2,562,528          | 7,020    |
| Misterios              | De paso                       | 7°/13         | 145°/175        | 2,347,498          | 6,431    |
| Aragón                 | De paso                       | 8°/13         | 151°/175        | 2,134,549          | 5,848    |
| Eduardo Molina         | De paso                       | 9°/13         | 155°/175        | 1,873,834          | 5,133    |
| Instituto del Petróleo | De correspondencia            | 10°/13        | 162°/175        | 1,622,528          | 4,445    |
| Consulado              | De correspondencia            | 11°/13        | 166°/175        | 1,536,917          | 4,210    |
| Hangares               | De paso                       | 12°/13        | 168°/175        | 1,490,365          | 4,083    |
| Valle Gómez            | De paso                       | 13°/13        | 169°/175        | 1,300,746          | 3,563    |

### Material rodante
- Los primeros trenes puestos en servicio son los MP-68 y NM-73A y NM-73B cabina CAF para cubrir la demanda de los usuarios hasta principios de la década de 1990 aunque en 2008 regresan a la línea donde actualmente circulan
- Para mediados de la década de 1990 hasta principios de la década del 2000, se prestó servicio a todos los NM-73B de 9 carros; les fueron instaladas rejillas de ventilación y moto ventiladores en el techo agregando la carrocería original que quedaban una confusión de la Serie A.
- En la década del 2000, llegaron los trenes NM-79, NC-82 y NM-83A provenientes de las Líneas 2 y 3 con la llegada de los NM-02, y además que los trenes NM-73B fueron reducidos de 9 a 6 carros para las líneas de baja afluencia.
- Para el año 2008, trajeron los 8 trenes MP-68R93 y 9 NM-73AR provenientes de la Línea 9, porque los trenes quedaron mal organizados de la asignación de esa línea.
- En la década de 2010, otros más MP-68R93 trajeron a la Línea 7 y sacaron todos los NM-79 y NM-83A y movidos para la Línea 7, junto con los NM-02 para cubrir la demanda de los trenes perfectos.

### Enlaces de servicio con otras líneas
- Con la Línea 6: Ubicado entre las estaciones Instituto del Petróleo y Politécnico, en dirección Politécnico.
- Con la Línea 3: Entre las estaciones Autobuses del Norte y La Raza, dirección Pantitlán.
- Con la Línea 8: entre Misterios y La Raza, dirección Politécnico, el plan de línea 8 era llevarla a Indios Verdes y no Garibaldi, por lo cual pasaría por línea 5, lo cual haría de correspondencia a Misterios, sin embargo al llevarla allá no hubo presupuesto para concluirla dejando la construcción en ese tramo y no terminar el tramo Garibaldi-Indios Verdes.
- Con la Línea 4: Entre las estaciones Valle Gómez y Consulado, dirección Pantitlán.
- Con la Línea B: Entre las estaciones Oceanía y Aragón, dirección Politécnico.
- Con la Línea 1: Entre las estaciones Hangares y Pantitlán, las vías de apartadero y de acceso a Talleres de Zaragoza, dirección Pantitlán.